# Arcahaie
Arcahaie – miasto na Haiti, w departamencie Zachodnim.